# Arquidiócesis de Aracaju
La arquidiócesis de Aracaju (en latín: Archidioecesis Aracaiuen(sis) y en portugués: Arquidiocese de Aracaju) es una circunscripción eclesiástica latina de la Iglesia católica en Brasil, sede metropolitana de la provincia eclesiástica de Aracaju. La arquidiócesis tiene al arzobispo João José da Costa, O.Carm. como su ordinario desde el 18 de enero de 2017. 

## Territorio y organización

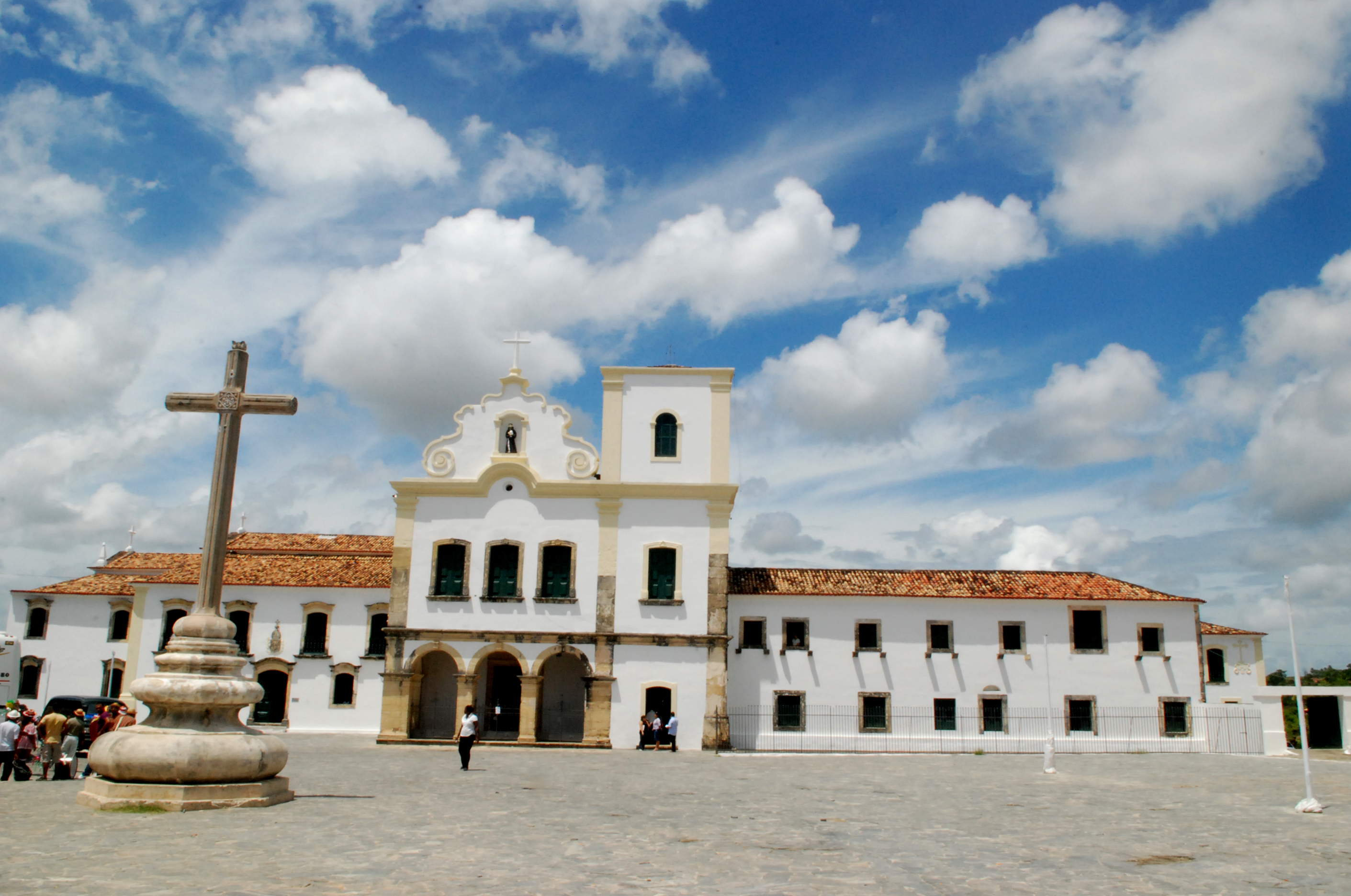
São Cristóvão, plaza San Francisco, con la iglesia y el convento, patrimonio de la humanidad

La arquidiócesis tiene 7019 km² y extiende su jurisdicción sobre los fieles católicos de rito latino residentes en 28 municipios del estado de Sergipe: Aracaju, Areia Branca, Barra dos Coqueiros, Campo do Brito, Capela, Carira, Carmópolis, Cumbe, Divina Pastora, Frei Paulo, Itabaiana, Itaporanga d'Ajuda, Laranjeiras, Macambira, Malhador, Maruim, Moita Bonita, Nossa Senhora Aparecida, Nossa Senhora das Dores, Nossa Senhora do Socorro, Riachuelo, Ribeirópolis, Rosário do Catete, Santa Rosa de Lima, Santo Amaro das Brotas, São Cristóvão, São Domingos y Siriri.
La sede de la arquidiócesis se encuentra en la ciudad de Aracaju, en donde se halla la Catedral de la Inmaculada Concepción.
En 2020 en la arquidiócesis existían 109 parroquias agrupadas en 4 vicariatos.
La arquidiócesis tiene como sufragáneas a las diócesis de: Estância y Propriá.

## Historia
La diócesis de Aracaju fue erigida el 3 de enero de 1910 con la bula Divina disponente clementia del papa Pío X, obteniendo el territorio de la arquidiócesis de San Salvador de Bahía.
El 13 de febrero de 1920 pasó a formar parte de la provincia eclesiástica de la arquidiócesis de Maceió.
El 30 de abril de 1960 cedió partes de su territorio para la erección de las diócesis de Estância y Propriá y al mismo tiempo fue elevada al rango de arquidiócesis metropolitana con la bula Ecclesiarum omnium del papa Juan XXIII.

## Estadísticas
De acuerdo al Anuario Pontificio 2021 la arquidiócesis tenía a fines de 2020 un total de 1 004 576 fieles bautizados.
| Año                                                                             | Población            | Población | Población      | Sacerdotes | Sacerdotes    | Sacerdotes    | Bautizados por sacerdote | Diáconos permanentes | Religiosos | Religiosos | Parroquias |
| Año                                                                             | Bautizados católicos | Total     | % de católicos | Total      | Clero secular | Clero regular | Bautizados por sacerdote | Diáconos permanentes | Varones    | Mujeres    | Parroquias |
| ------------------------------------------------------------------------------- | -------------------- | --------- | -------------- | ---------- | ------------- | ------------- | ------------------------ | -------------------- | ---------- | ---------- | ---------- |
| 1950                                                                            | 537 698              | 542 326   | 99.1           | 66         | 50            | 16            | 8146                     |                      | 16         | 105        | 42         |
| 1958                                                                            | 700 000              | 900 000   | 77.8           | 57         | 43            | 14            | 12 280                   |                      | 16         | 161        | 47         |
| 1966                                                                            | ?                    | 450 000   | ?              | 66         | 44            | 22            | ?                        |                      | 21         | 160        | 27         |
| 1968                                                                            | 465 285              | ?         | ?              | 63         | 43            | 20            | 7385                     | ?                    | 22         | 150        | 29         |
| 1976                                                                            | 442 029              | 455 745   | 97.0           | 43         | 29            | 14            | 10 279                   |                      | 25         | 185        | 27         |
| 1977                                                                            | 432 000              | 456 100   | 94.7           | 45         | 29            | 16            | 9600                     |                      | 19         | 180        | 30         |
| 1990                                                                            | 562 000              | 634 000   | 88.6           | 46         | 33            | 13            | 12 217                   |                      | 13         | 186        | 37         |
| 1999                                                                            | 739 631              | 963 598   | 76.8           | 106        | 59            | 47            | 6977                     | 1                    | 50         | 112        | 46         |
| 2000                                                                            | 745 000              | 971 000   | 76.7           | 64         | 46            | 18            | 11 640                   | 2                    | 22         | 185        | 60         |
| 2001                                                                            | 813 000              | 1 059 916 | 76.7           | 58         | 45            | 13            | 14 017                   | 1                    | 16         | 200        | 56         |
| 2002                                                                            | 821 000              | 1 069 000 | 76.8           | 65         | 49            | 16            | 12 630                   | 1                    | 19         | 200        | 58         |
| 2003                                                                            | 845 000              | 1 098 000 | 77.0           | 69         | 53            | 16            | 12 246                   | 1                    | 32         | 201        | 62         |
| 2004                                                                            | 930 000              | 1 080 395 | 86.1           | 83         | 63            | 20            | 11 204                   | 2                    | 37         | 150        | 68         |
| 2006                                                                            | 988 321              | 1 108 086 | 89.2           | 72         | 58            | 14            | 13 726                   | 2                    | 52         | 315        | 69         |
| 2012                                                                            | 1 069 000            | 1 272 000 | 84.0           | 135        | 110           | 25            | 7918                     | 22                   | 33         | 208        | 88         |
| 2015                                                                            | 1 095 000            | 1 303 000 | 84.0           | 157        | 127           | 30            | 6974                     | 21                   | 144        | 232        | 104        |
| 2018                                                                            | 974 665              | 1 392 380 | 70.0           | 159        | 121           | 38            | 6129                     | 40                   | 138        | 212        | 110        |
| 2020                                                                            | 1 004 576            | 1 435 108 | 70.0           | 166        | 132           | 34            | 6052                     | 40                   | 134        | 149        | 109        |
| Fuente: Catholic-Hierarchy, que a su vez toma los datos del Anuario Pontificio. |                      |           |                |            |               |               |                          |                      |            |            |            |

## Episcopologio
- José Tomas Gomes da Silva † (12 de mayo de 1911-31 de octubre de 1948 falleció)
- Fernando Gomes dos Santos † (1 de febrero de 1949-7 de marzo de 1957 nombrado arzobispo de Goiânia)
- José Vicente Távora † (20 de noviembre de 1957-3 de abril de 1970 falleció)
- Luciano José Cabral Duarte † (12 de febrero de 1971-26 de agosto de 1998 renunció)
- José Palmeira Lessa (26 de agosto de 1998 por sucesión-18 de enero de 2017 retirado)
- João José da Costa, O.Carm., por sucesión el 18 de enero de 2017